# Jeff Turner
Jeffrey Steven Turner (Bangor, 9 april 1962) is een voormalig Amerikaans basketballer. Hij won met het Amerikaans basketbalteam de zilveren medaille op het Wereldkampioenschap basketbal 1982 en de gouden medaille op de Olympische Zomerspelen 1984.
Turner speelde voor het team van de Vanderbilt University, voordat hij in 1984 zijn NBA-debuut maakte bij de New Jersey Nets. In totaal speelde hij 10 seizoenen in de NBA. Tijdens de Olympische Spelen speelde hij 8 wedstrijden, inclusief de finale tegen Spanje. Gedurende deze wedstrijden scoorde hij 13 punten.
Na zijn carrière als speler werd hij basketbalcoach van de Lake Highland Preparatory School in Orlando.